# Androctonus tenuissimus
Androctonus tenuissimus – gatunek skorpiona z rodziny Buthidae, zamieszkującego Egipt.

## Taksonomia
Gatunek ten opisany został w 2013 roku przez Rolando Teruela, Františeka Kovaříka i Carlosa Turiela. Nazwa gatunkowa oznacza „najsmuklejszy” i odnosi się do nadzwyczaj wydłużonego kształtu nogogłaszczków.

## Opis
Samiec osiąga 65–72 mm, a samica 63–87 mm długości ciała, co daje rozmiary średnio duże jak na przedstawiciela rodzaju. Podstawowa barwa ciała jest bardzo ciemna do czarniawobrązowej. Odnóża i nogogłaszczki wierzchołkowo żółtawe, lecz żeberka (carinae) przyciemnione, a przestrzeń między nimi z ciemniejszym siateczkowaniem. Zaodwłok o wszystkich carinae przyciemnionych. Nogogłaszczki bardzo długie, smukłe, o szczypcach wyraźnie węższych od rzepki (patella) i silnie żeberkowanych. Nieruchomy człon szczypiec (manus) ma 13-14, a ruchomy (tarsus) 14-15 głównych rzędów ząbków. Karapaks trapezoidalny, szerszy niż długi, gęsto granulowany o silnym przednim i tylno-środkowym żeberkowaniu. Sternit V z dużą, gładką łatką u dorosłych samców, a sternity VI i VII z czterema żeberkami. Segmenty zaodwłoka u samicy wszystkie dłuższe niż szerokie, a u samca segmenty I i III szersze niż długie. Na segmentach zaodwłoku znajduje się kolejno 10, 10, 8, 8 i 5 pełnych lub prawie pełnych żeberek, z których większość jest drobno piłkowana lub ząbkowana. Żeberka grzbietowoboczne segmentów II-IV z 1-3 powiększonymi ząbkami. Żeberka brzusznoboczne segmentu V z 6-8 silnie rozkloszowanymi ząbkami. Łuk analny z 2-3 bardzo słabo zaznaczonymi płatkami. Wszystkie przestrzenie między żeberkami gęsto granulowane. Telson bardzo wąski, o pęcherzyku bardzo małym i spłaszczonym, a kolcu (aculeus) zbliżonej długości co pęcherzyk. Odnóżowe grzebyki szczecinek dobrze rozwinięte na parach od I do III, a słabo zaznaczone na IV parze odnóży. Grzebienie żółtawe z 27-28 zębami u samców i 21-23 u samic.

## Występowanie
Gatunek ten jest endemitem Egiptu. Znany wyłącznie z dwóch stanowisk w prowincji Matruh nad Morzem Śródziemnym. Jedno w okolicy Marsa Matruh, a drugie w Ad Dabah.